# Analogie
Pour les articles homonymes, voir analogie (homonymie).
 (octobre 2015).
Si vous disposez d'ouvrages ou d'articles de référence ou si vous connaissez des sites web de qualité traitant du thème abordé ici, merci de compléter l'article en donnant les références utiles à sa vérifiabilité et en les liant à la section « Notes et références ».
Une analogie est un processus de pensée par lequel on remarque une similitude de forme entre deux choses, par ailleurs de différentes natures ou classes. Dans le discours, une analogie explicite est une comparaison, tandis qu'une analogie implicite est une métaphore. La comparaison entre deux routes tortueuses n'est pas une analogie, car ce sont deux objets de même type : c'est une simple ressemblance. En revanche, dire qu'une route serpente est une analogie : on repère ici la similitude entre deux choses de type différent.
En grec ancien, ἀναλογία / analogía (dérivé de ἀνάλογος / análogos, « analogue, proportionné » avec le suffixe -ία / ía), « proportion, correspondance, analogie ». Le terme désigne ainsi à l'origine une similitude ou une égalité de rapports entre des choses distinctes, selon les définitions d'Aristote et d'Euclide. De là, au sens figuré, on est passé à une similitude de forme, une ressemblance schématique.
En sémantique, la pratique abusive de l'analogie peut s'apparenter à l'amalgame.

## Grammaire et linguistique
Selon sa première définition par Euclide dans ses cinquièmes Éléments, où il reprend sans doute les travaux d'Eudoxe de Cnide, l'analogie est une similarité ou égalité de deux rapports. Le rapport ou raison est défini entre deux grandeurs de même type (longueur, surface, etc.). L'analogie fait donc nécessairement intervenir quatre objets mesurables ou quantifiables. Fondamentalement, c'est la règle de trois ou quatrième de proportion, comme le disent Saussure et Mounin. La notion a été surinterprétée au Moyen Âge en sémantique pour des raisons théologiques et a changé de sens sans doute à la suite des commentaires aux textes de saint Thomas d'Aquin par Cajétan. On a alors défini des proportions, proportionnalités, analogies à deux termes, etc., voire analogie à un seul terme, qui sont des extensions et réinterprétations des notions premières. On en arrive, par exemple, à dire qu'une analogie de nom existerait entre astronomie et astrologie indiquant leur parenté étymologique.
En matière de raisonnement, dès son application en dehors de l'arithmétique, la notion a été comprise comme ayant une grande force argumentative, mais pas de valeur logique en général. Cette particularité a été repérée par Platon et Aristote et son usage a donc été étudié dès l'Antiquité par les rhéteurs. Suivant cette tradition de défiance vis-à-vis de l'analogie, les Encyclopédistes mettent en garde contre le raisonnement par analogie. En épistémologie, Bachelard pourfend les raisonnements par analogie comme freinant l'avancement des connaissances (exemple du mécanisme de la digestion qui, par conservation de certains sucs dans l'estomac, serait analogue à la fermentation du pain possible par conservation du levain). En morphologie, l'analogie a été étudiée dès les Grecs et les Romains pour expliquer les systèmes de déclinaison et de conjugaison.
Par opposition aux formes régulières explicables par analogies (Roma : Romanus :: Padua : Paduanus chez Varron ou cado : cecidi :: pago : pepigi chez Quintilien), l'irrégularité en déclinaison ou conjugaison est alors appelée anomalie (non de a+nomos, sans loi, comme on a cru longtemps, mais de an+homolos, c'est-à-dire non similaire). Au XXIe siècle, l'analogie, comme processus cognitif, est considérée comme apte à prendre en charge la question de l'iconicité linguistique.

### Phonétique
L'analogie désigne la force de nivellement inconsciente et prégnante qui pousse les locuteurs, par souci d'économie de la mémoire, à rendre un système quelconque moins irrégulier. On parle aussi de quatrième proportionnelle. L'explication par l'analogie permet très souvent de justifier, en phonétique historique, l'existence de formes régulières selon les paradigmes de conjugaison ou déclinaison, mais contredisant les lois de changement phonétique. Par exemple, selon l'exemple de Ferdinand de Saussure, la forme du latin honor est créée par analogie selon le modèle : actorem : actor :: honorem : x ⇒ x = honor. Honor se substitue à honos, seule forme originelle non touchée par le changement phonétique du /s/ en /r/ (rhotacisme, /s/ intervocalique se change en /r/) qui a affecté le reste de la déclinaison de ce mot (honosem → honorem, honosis → honoris, etc.). En français moderne, nous aimons, nous trouvons ont supplanté nous amons, nous treuvons, résultats du changement phonétique, par réalignement par analogie avec les autres formes en aim-, trouv-. L'analogie donne donc naissance à des formes intégrées à la langue remplaçant des formes plus anciennes ou, au contraire, à des formes d'abord ressenties comme des barbarismes qui ont à terme vocation à devenir la norme.
On dit que telle forme A a été créée par analogie avec une autre B quand cette forme nouvelle A remplace une plus ancienne A' qui semble inattendue et irrégulière (quoique souvent régulière d'un point de vue diachronique). Par exemple, le participe passé passif du verbe cocer (« cuire ») en espagnol n'est pas *cocho, qu'on attendrait selon le respect de l'évolution phonétique depuis le latin dans cette langue (coctu(m) devrant donner *cocho, comme nocte(m) donne noche et pectu(m) donne pecho, le groupe latin ct passant en effet à ch) mais cocido, sur le modèle de nombreux autres verbes (beber → bebido, vivir → vivido, etc.). On dit que cocido, forme contredisant les règles d'évolution phonétique, a été créé par analogie avec les autres participes passés, ce qui rend la flexion du verbe moins irrégulière en regard d'autres modèles. On peut expliquer cela par l'équation :
beb-er : beb-ido :: coc-er : x ⇒ x = coc-ido.
Inversement, le verbe hacer fait bien son participe passé en hecho, forme normale d'après l'évolution phonétique mais irrégulière en regard des autres participes passés. En effet, les formes les plus fréquentes sont moins susceptibles d'être modifiées par analogie (Kuryłowicz, Mańczak). Ainsi, pour reprendre l'exemple de l'espagnol, les participes passés des verbes hacer (faire) ou decir (dire) n'ont pas subi l'effet de l'analogie, parce qu'ils sont beaucoup plus fréquents que le verbe cocer. Un enfant ou un locuteur débutant utilisant une forme analogique (*hacido ou *decido) a en effet beaucoup plus de chance d'être corrigé et de retenir les formes « correctes » hecho et dicho, vu la fréquence de ces deux verbes, que dans le cas de cocer.
Le nivellement analogique ne touche pas les seuls aspects phonétiques d'une langue.

### Sémantique
Il y a deux manières de dire « A est comme B », l'analogie et la métaphore.
Certains auteurs emploient indifféremment les deux termes. D’autres auteurs préfèrent réserver le terme d’analogie lorsque A et B sont dans le « concret ». Exemple : La voiture, cette diligence à moteur.
Le terme de métaphore désigne alors l'assemblage de mots où un métapheur B concret permet de mieux comprendre un métaphrande A abstrait. Exemple : « un grain de sagesse ». Le métapheur « grain » nous dit du métaphrande « sagesse » que ça peut être petit puis croître comme une graine.
Lorsque les choses sont exprimées sous forme d’une histoire, on parle de parabole. Exemple : la parabole du grain de moutarde attribuée à Jésus dans le Nouveau Testament.

## Logique
Le raisonnement par analogie est un raisonnement par association d'idées, combinaison et synthèse.
Il ne faut pas confondre l'analogie avec les cartes mentales, qui sont basées sur des conceptions hiérarchiques, héritières d'Aristote, notamment par son ouvrage les catégories. L'étymologie nous en indique la raison : le préfixe kata en grec signifie de haut en bas, d'où les hiérarchies, un point d'entrée en haut puis une division analytique en genres de plus en plus fins, ce qui aboutit à un catalogue. Le préfixe ana en grec signifie le mouvement exactement contraire soit de bas en haut. Analogue est donc, étymologiquement, exactement le contraire de catalogue et donc des cartes mentales. L'analogie consiste à étendre l'application de la logique propre à un fait particulier vers un autre fait particulier. Elle ne procède donc pas d'une analyse, mais réalise une augmentation du domaine d'application d'un principe logique particulier.
La définition stricte de l'analogie est A est à B ce que C est à D. Par conséquent, en affirmant une telle analogie, j'affirme que tout ce qui est vrai dans le rapport entre A et B, l'est aussi dans le rapport entre C et D; et aussi que tout ce qui est faux dans le rapport entre A et B, l'est aussi dans le rapport entre C et D.
L'analogie est souvent utilisée en science et en philosophie, car elle permet de reporter les résultats qui sont connus dans un premier domaine vers un second domaine, ceci de manière efficace. Il suffit en effet pour appliquer la même logique en parallèle, de substituer fidèlement tant A par C que B par D pour obtenir des résultats à coup sûr corrects dans le rapport entre C et D. De ce point de vue, l'analogie est une opération parfaitement rationnelle. C'est un simple calcul en parallèle. Si la substitution donne des résultats erronés, c'est que l'analogie est fausse.
À noter que dans l'analogie A est à B ce que C est à D, ni A, ni B, ni C, ni D n'ont besoin d'être définis explicitement, seul leur rapport respectif compte.
Incidemment, cela permet d'inventer des notions ad hoc, par exemple une grandeur D telle que C soit à D ce que A est à B, donc d'étendre les concepts de manière cohérente avec le savoir déjà acquis. Par exemple le moment d'inertie fut inventé de telle manière que celui-ci soit au mouvement de rotation ce que la masse inertielle est au mouvement de translation ou encore le moment cinétique fut inventé de telle manière que celui-ci soit au mouvement de rotation ce que la quantité de mouvement est au mouvement de translation.
À noter également le fait qu'une analogie n'exprime pas explicitement le rapport entre des notions, mais indique simplement l'existence d'un rapport identique. La nature du rapport n'apparait que dans l'idée de celui qui s'y penche, non dans l'expression littérale. C'est donc à l'entendement que l'analogie fait appel.
Plusieurs travaux chez le singe suggèrent qu'ils peuvent associer entre elles des relations d'identité ou de différence, et disposeraient donc des prémisses d'un raisonnement par analogie.

## Droit
Le raisonnement a pari est utilisé en droit. Par exemple, si une loi précise que le temps que mettent les mineurs pour se doucher fait partie du temps de travail, a pari, on pourra arguer que le temps que mettent les comédiens pour se maquiller et se démaquiller fait également partie du temps de travail.
Le développement de l'argument se fait en citant au moins un cas semblable au cas qui nous intéresse, et en précisant la façon dont on a traité le premier, en demandant que l'on traite le cas courant de la même façon,.
La réfutation se fait en prouvant que les cas sont différents ; ou bien, en montrant que les traitements sont déjà similaires, malgré les apparences.

## Psychologie
L'analogie est un des processus organisateurs de la pensée, en ce sens qu'il permet à l'enfant de catégoriser des concepts, de les organiser en schémas ou d'en extraire des prototypes, qui permettront alors à l'enfant d'aborder plus facilement des situations analogues.
De nombreux tests psychologiques comprennent des épreuves de raisonnement par analogie, qu'on lie au développement et à l'intelligence. De plus en plus, cependant, on délaisse ce type de raisonnement chez l'Homme, pour en étudier les aspects plus élémentaires : la catégorisation, la schématisation et l'abstraction.

## Anthropologie et ethnologie
On peut se rapporter à ces sujets aux ouvrages Le Sens pratique de Pierre Bourdieu, Le Sens pratique, et Par delà nature et culture, de Philippe Descola

## Informatique
Par rapport à un enregistrement numérique, l'enregistrement d'un son sera dit analogique si le signal qui le représente est continuellement en rapport avec l'original et non crénelé. De même la photographie peut être analogique ou numérique selon qu'elle impressionne directement une pellicule ou qu'elle est échantillonnée par un capteur.

## Exemples
- Les correspondances déontiques (Leibniz) permettent d'appliquer les résultats de la logique classique au droit.

| Le juste, le permis        | est ce qu'il est | possible   | que fasse l'homme bon. |
| L'injuste, l'interdit      | est ce qu'il est | impossible | que fasse l'homme bon. |
| L'équitable, l'obligatoire | est ce qu'il est | nécessaire | que fasse l'homme bon. |
| Le facultatif              | est ce qu'il est | contingent | que fasse l'homme bon. |
- L'analogie de la ligne (Platon), peut s'exprimer ainsi :

l'apparence est à l'objet dans le monde visible ce que l'opinion est à la science dans le monde intelligible.
L'imagination est à la croyance du point de vue de l'opinion, ce que l'hypothèse est à l'évidence du point vue des sciences.
- L'analogie électrique de la thermique s'exprimera ainsi :

la température est au flux thermique ce que la tension électrique est au courant électrique (Permet de réutiliser les résultats des calculs électriques - moyennant précautions - à la thermique).
- L'analogie électro-mécanique permet de mettre en correspondances les notions de ces deux secteurs distincts de la physique.

- L'analogie entre phonon et photon permet de traiter le son à la fois comme onde et corpuscule, ce qui est utile en mécanique quantique et statistique.

- L'analogie ferroélectricité et ferromagnétisme permet d'utiliser les résultats du ferromagnétisme à la ferroélectricité.

- L'analogie des lois électrostatiques et magnétostatiques a abouti à l'électromagnétisme.

- L'analogie entre les propriétés des éléments chimiques a abouti au tableau de Mendeleïev : tous les éléments de propriétés chimiques identiques sont placés dans la même colonne, ce qui est d'une très grande utilité pour prévoir à priori les composés chimiques possibles (sauf pour l'hydrogène qui tient une place à part). Exemples :

le silane est au silicium ce que le méthane est au carbone.
la silice est au silicium ce que le dioxyde de carbone est au carbone.